# コフィン・テキスト

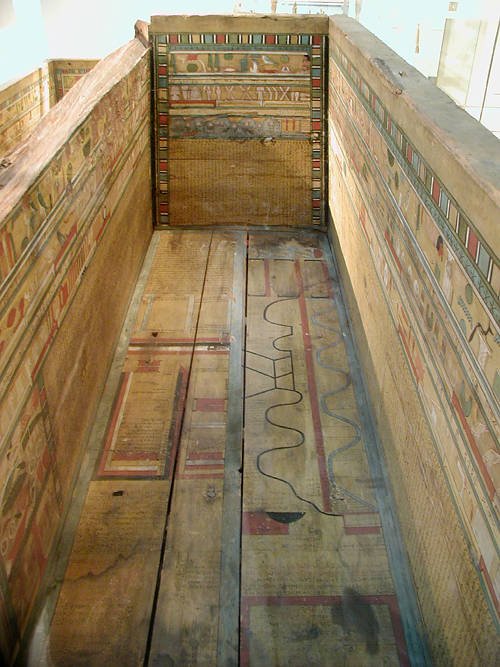
中王国時代に製作された棺とそこに刻まれたコフィン・テキスト。

コフィン・テキスト（Coffin Texts）あるいは棺柩文（かんきゅうぶん）は、古代エジプトにおいて第1中間期（紀元前22世紀頃）以降に作られた、棺（コフィン）に刻まれた葬礼文書のこと。前代における王族のための葬礼文書である「ピラミッド・テキスト」から発展したものだが、王族に限らず、棺を買うことができた富裕層の間でも広く用いられた。その内容も、ピラミッド・テキストでは見られなかった日常の願望に関するものも含まれている。その内容はやがてパピルスに記される様式の「死者の書」に発展し、より広く古代エジプト社会で用いられるようになった。

## 内容
コフィン・テキストは、古代エジプトで用いられた葬礼文書（葬送儀礼）の歴史において古王国時代（前27-22世紀）のピラミッド・テキストから、新王国時代（前16世紀）以降に用いられるようになった死者の書の中間に位置するものである。
前代のピラミッド・テキストは、ファラオ（王族）が用いるものであり、神の化身たる故人が、太陽神ラーを頂く天空の神々の列に加わることを目的としたものであった。対して、コフィン・テキストの時代は、死後の世界は天空ではなく、地下にあると考えられていた。オシリス神が支配するこの冥界は「ドゥアト」と呼ばれ、王族も一般民衆も貴賤なく、すべての人々が死後に行き着く場所とされていた。ドゥアトには怪物の存在や恐ろしい罠など、様々な危険（試練）があり、これらから身を守る呪文としての葬礼文書が必要とされて、コフィン・テキストが作成されるようになった。そしてこの葬礼文書は棺を買うことができた富裕層の間でも広く用いられるものであり、王族に限定されなかった。
コフィン・テキストの登場で新しく生まれた概念が、死者は生前の行いについて、オシリスとその配下の神々によって審判を受けるというものである。この審判では天秤を使用することを示唆しており、後の「死者の書」で有名な「心臓の計量」に繋がったと考えられている。その他に、死後の世界においても肉体労働をする必要性があることなど、一般に生者が忌避するような事柄と、それを回避するための呪文が書かれている。